# Eoin Hand
Pour les articles homonymes, voir Hand (homonymie).
 (mars 2011).
Si vous disposez d'ouvrages ou d'articles de référence ou si vous connaissez des sites web de qualité traitant du thème abordé ici, merci de compléter l'article en donnant les références utiles à sa vérifiabilité et en les liant à la section « Notes et références ».
Eoin Hand (né le 30 mars 1946 à Dublin en Irlande) est un joueur et un entraineur de football. Il joue milieu de terrain. Après sa carrière sportive, il s’est reconverti dans le journalisme. Il travaille désormais pour la radio et la télévision irlandaise RTÉ.

## Sa carrière de joueur
Hand commence sa carrière de footballeur dans le fameux centre de formation de Stella Maris à Drumcondra à Dublin. À l’âge de 17 ans il signe dans le club anglais de Swindon Town mais il n’y joue que deux matches en un an. Il rentre très rapidement en Irlande. Il commence son premier championnat d’Irlande dans le club de Dundalk FC puis est transféré à Shelbourne FC. Mais c’est à Drumcondra FC qu'il connaît ses plus grands succès.
Après une série d’exploits, il est recruté par Portsmouth FC pour un montant de 8 000 £ en octobre 1968[réf. nécessaire]. Hand fait si bonne impression à Portsmouth qu'il est appelé en équipe nationale d’Irlande. Il joue 20 matches pour son pays. Il joue à Portsmouth jusqu’à la fin de la saison 1975/1976. Après un bref passage en Afrique du Sud, Hand revient au football dans le club des Shamrock Rovers mais n’y joue que 9 matches. Il retourne alors à Portsmouth jusqu’en 1979. Il aura joué dans ce club un total de 277 matches.

## Sa carrière d’entraineur
En 1979 Eoin Hand commence sa carrière d’entraineur par un poste d’entraineur-joueur dans le club irlandais de Limerick United. Il redonne immédiatement du tonus au club en lui faisant remporter dès sa première année le titre de champion. Le club gagne ainsi le droit de jouer la Coupe d’Europe des clubs champions et rencontre au premier tour le célèbre Real Madrid. 
Hand est alors récompensé en étant nommé entraineur de l’équipe nationale d’Irlande. Pendant un petit moment il mène de front ses deux activités, avant de se consacrer uniquement à l’équipe nationale.

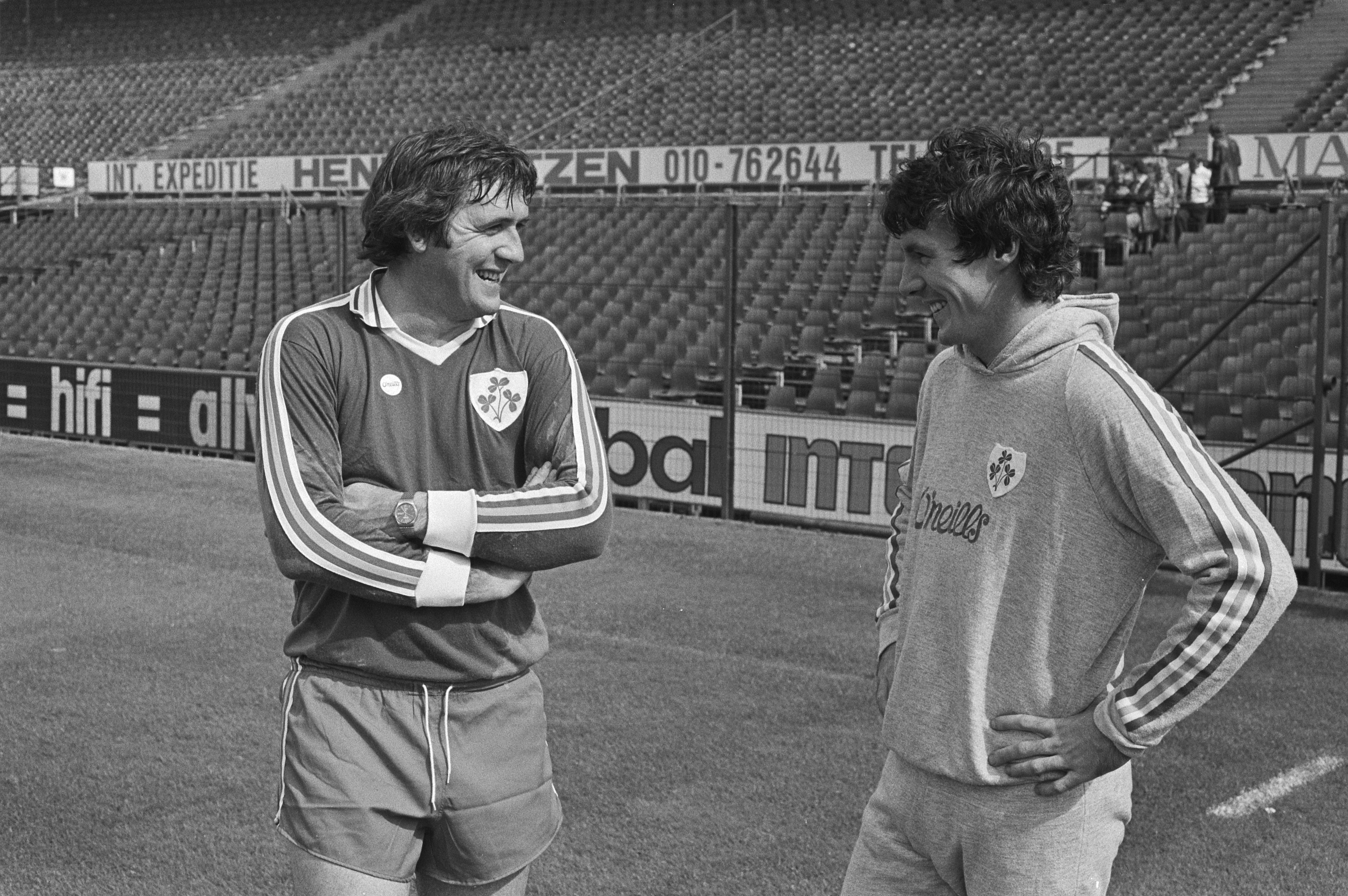
Eoin Hand et Frank Stapleton

Dans la première campagne de Hand pour la qualification à la coupe du monde, l’Irlande perd de justesse, à la différence de buts, contre la France. L’Irlande concède un but lourd de conséquences à la dernière minute contre la Belgique juste après s’être vue refuser un but que la plupart des commentateurs avaient affirmés valable. L’image de Hand, assis sur le banc de touche, la tête entre les mains est une des images les plus célèbres du sport irlandais.
L'Irlande termine à une belle troisième place troisième place la campagne de qualification au Championnat d'Europe de football 1984. En 1985, il est en même temps entraineur de l’équipe nationale et manager du club dublinois de St. Patrick's Athletic FC, mais ne restera qu’une seule saison dans ce club. 
Après avoir échoué à se qualifier pour la coupe du monde de 1986, Hand est licencié par la fédération. Il est alors remplacé par Jack Charlton.
En 1988 Hand devient manager du club anglais d'Huddersfield Town FC et reste à ce poste jusqu’en 1992. Son dernier club en tant qu’entraineur est Shelbourne FC pendant la saison 1993-1994.

## Sources
- (en) Stephen McGarrigle, The Complete who's who of Irish international football : 1945-1996, Edimbourg, Mainstream Publishing, octobre 1996, 237 p. (ISBN 1-85158-894-9), p. 86-87